# Творческая мастерская живописи (Казань)
Творческая мастерская живописи Российской академии художеств (до 1992 года — Творческая мастерская живописи Академии художеств СССР) — учебное заведение со статусом аспирантуры по подготовке художников, основанное в 1978 году.

## История
Творческая мастерская живописи в Казани была организована в 1977 году решением президиума Академии художеств СССР с целью совершенствования профессиональных навыков молодых художников Поволжья. Это стало возможно благодаря принятию в 1976 году постановления ЦК КПСС «О работе с творческой молодёжью», в котором впервые внимание государства было обращено в сторону поощрения и развития молодых деятелей различных сфер искусства, в том числе изобразительного. Реальной же подоплёкой таких действий было желание партийных органов и КГБ усилить идеологическую борьбу, ввиду того, что «спецслужбы и идеологические центры противника стремятся в своей подрывной работе против Советского Союза сосредоточить свои усилия на враждебной обработке умов советской молодёжи, имея в виду, прежде всего, ту её часть, которая пополняет ряды творческой интеллигенции, играющей немаловажную роль в формировании общественного мнения в стране», тогда как «увеличение контингента „неустроенных“ молодых специалистов, недовольных своим положением, в известной мере создаёт благоприятные условия для воздействия на них враждебной пропаганды», а также «возникает опасность создания неуправляемых объединений творческой молодёжи, существующих параллельно с официальными творческими союзами».
Первым делом творческие мастерские по повышению квалификации живописцев, графиков, скульпторов, дизайнеров были организованы в Москве, Ленинграде, Киеве, Тбилиси, Баку, столицах других союзных республик. Казань же, как столица Татарской АССР, имела второстепенное значение, наряду с центрами других автономий и областей. Тем не менее, именно она стала первым городом, в котором появилась творческая мастерская живописи. Это было связано с тем, что Казань издавна являлась крупнейшим культурным и образовательным центром Волго-Уральского региона и Сибири, по причине наличия университета, где большое внимание уделялось изящным искусствам, а также благодаря художественному училищу, имевшему сильных педагогов и подготовивших большое число деятелей искусства. Дополнительной причиной для создания мастерской в Казани стало то, что её по уставу мог возглавить только академик. На тот момент в Казани жил единственный в Поволжье член-корреспондент Академии художеств Х. А. Якупов, по инициативе которого собственно мастерская и была открыта — второй академик живописи в истории Татарстана, после Н. И. Фешина.
Изначально мастерская разместилась в Доме художника на улице Большой Красной, а затем под неё властями Казани были выделены помещения на верхних этажах достроенного высотного дома на улице Николая Ершова, напротив парка культуры и отдыха. Мастерская получила статус учебного заведения в качестве аспирантуры для подготовки и совершенствования в мастерстве художников высшей квалификации, принимались туда выпускники высших художественных учебных заведений, кандидаты утверждались Академией художеств. Срок обучения составлял 3 года, после чего аспиранты должны были представить две программные живописные работы, которые затем передавались в картинный фонд мастерской. Далее производился новый набор аспирантов. При активной деятельности Якупова, молодые художники обеспечивались необходимыми материалами и оборудованием, мастерскими, а также стипендией для поездок на академические дачи, в командировки по республике и стране. Первый набор аспирантов составили выпускники Ленинградского института живописи, скульптуры и архитектуры имени И. Е. Репина — С. П. Слесарский, Ф. Х. Якупов, О. В. Сильянов, Ш. М. Шайдуллин, З. Ф. Гимаев — ученики народных художников СССР А. А. Мыльникова и Е. Е. Моисеенко, профессора А. Д. Зайцева.
Как отмечалось в постановлении коллегии министерства культуры СССР за 1978 год, с первых лет существования мастерской она стала «творческим центром, где вырабатывается сегодня идейно-творческая концепция современной станковой живописи Советской Татарии, где сосредоточены наиболее интересные и перспективные поиски молодых художников в раскрытии современной темы». Первый выпуск состоялся в 1980 году, произведения молодых художников были положительно встречены общественностью и критикой. Под руководством Якупова они обучались основам мастерства, которыми тогда считались освоение законов построения многофигурной композиции и разработка сюжетно-тематической картины. Как результат, аспиранты активно участвовали во всероссийских и всесоюзных выставках, а их работы, по оценкам критики, составили золотой фонд татарского изобразительного искусства. В частности, в 1984 году в Казани была представлена первая выставка работ выпускников мастерской.
Несмотря на дальнейшие трудности, в том числе в вопросах собственности на помещения и оплаты за них, мастерская, не ведущая никакой коммерческой деятельности и не получая доходов, продолжила выпускать высококвалифицированных специалистов в области живописи. С 1992 года мастерская действует при Российской академии художеств. Учитывая, что тематика войны, строек и трудовых будней в дальнейшем отошла на второй план, заместившись интересом к национальной истории, духовной культуре народа, изучением своего внутреннего мира, базисом мастерской осталось следование академическому стилю, не исключающее свободы самовыражения при условии высокого уровня профессионального мастерства. За более чем сорокалетний период работы творческую мастерскую живописи в Казани окончили более 50 художников из Татарстана, Чувашии, Удмуртии, Марий Эл, Мордовии, других республик и областей России. Выпускники мастерской в настоящее время активно работают как в традиционных жанрах искусства, так и в области современных художественных практик, от реализма до авангарда. В 2023 году в Национальной художественной галерее «Хазинэ» состоялась выставка «Мастерская мастера. Харис Якупов и ученики», где были представлены работы руководителей и аспирантов творческой мастерской живописи.

## Руководители
Руководители
- 1977—2008: Якупов Х. А.
- 2008—2013: Абзгильдин А. А.
- 2014—2023: Халиков Ф. Г.
- 2023—н. в.: Вагапов М. А.[24]

Референты
- 1977—1995: Ветлугин Г. Г.
- 1995—2012: Якупов Ф. Х.
- 2012—2018: Гильванов Б. А.[25]

## Некоторые выпускники
| 1980 - Гимаев З. Ф. - Сильянов О. В. - Шайдуллин Ш. М. - Слесарский С. П. - Якупов Ф. П. 1983 - Акимов В. Я. - Шаймарданова Д. Ш. - Захаров Л. В. - Кашапов Р. М. 1984 - Нигматуллин Ш. А. 1986 - Федотов А. С. - Овчинников В. М. 1987 - Афанасьев М. В. | 1990 - Кутушев Н. И. - Саттаров Р. З. 1991 - Новиков В. Н. - Крылов А. В. 1992 - Хисамов Н. Н. 1993 - Бычков В. А. - Чеботкин В. А. 1994 - Бердников Ю. Л. 1996 - Халиков Ф. Г. 1997 - Мясников Е. Ю. 1998 - Шляпкин А. Б. - Хисамов А. Н. - Антонова И. В. - Ермолина Е. С. | 2000 - Яманова Р. Р. - Пискарёв В. В. 2001 - Терентьев А. Г. 2002 - Титова Е. А. 2004 - Шадрин А. Ю. 2005 - Гильванов Б. А. - Румак С. Н. 2006 - Хузин Р. Ф. 2008 - Орлицкий М. А. 2009 - Мальцева Е. В. - Исаева С. В. - Якупова Р. Ф. | 2011 - Абдрахманова Р. Р. 2012 - Иванова Л. Г. 2013 - Кокорина О. И. 2014 - Быкова А. Е. 2015 - Баранов В. Г. 2016 - Царёв С. В. |

## Расположение
Творческая мастерская живописи располагается по адресу — Республика Татарстан, г. Казань, ул. Николая Ершова, д. 8.